# Wrestling Society X
Wrestling Society X es una serie de televisión de lucha libre profesional producida en 2006 por Big Vision Entertainment y emitida por MTV en 2007.

## Concepto
WSX fue presentada como una sociedad secreta de lucha libre que empleaba como sede un recinto al que se aludía como el WSX Bunker, que incluía un ring de aspecto desgastado. Todos los combates del Bunker se realizaban bajo reglas de Falls Count Anywhere. La serie era conocida por su poco ortodoxa representación de la lucha libre, usando efectos especiales, efectos de sonido y cámara y frecuentes explosiones. Además, cada capítulo de la serie contó con un grupo de música invitado que actuaba al inicio del programa, siendo frecuente que algunos de sus miembros se unieran después a los comentaristas Kris Kloss y Bret Ernst.

## Historia
El episodio piloto de WSX se grabó el 10 de febrero de 2006 en Los Ángeles, California, y todos los luchadores presentes fueron obligados a firmar un acuerdo por el que se comprometían a participar en una temporada completa si MTV decidía producir el programa. Delirious no fue utilizado en la grabación del piloto al negarse a firmar el acuerdo por temor a que las grabaciones de WSX interfirieran con su trabajo en la TNA. El 8 de julio MTV decidió finalmente encargar una temporada completa para su canal, y la primera temporada se grabó entre el 11 y el 16 de noviembre de 2006 en Los Ángeles. La organización de los combates corría a cargo de Kevin Kleinrock, Cody Michaels y Vampiro.
El programa se estrenó en MTV el 30 de enero de 2007. Inicialmente se emitió los martes a las 10:30 p.m. para "competir" con la segunda media hora de ECW. El Campeonato de WSX era el único título defendido en la promoción, pero el comentarista Kris Kloss había dado pistas de que en la segunda temporada podría crearse un título por parejas y otro al estilo de la X Division. La MTV retiró el cuarto capítulo al considerar no apta para la emisión una secuencia en la que Ricky Banderas lanzaba una bola de fuego contra Vampiro. Finalmente esa secuencia se editó y el capítulo fue emitido una semana después de lo previsto. El 2 de marzo, Houston Curtis anunció que MTV había retirado el programa de su parrilla, aunque finalmente el canal finalizó las emisiones de WSX el 13 de marzo con un maratón de los episodios del 5 al 9. El décimo episodio (el auténtico final de temporada) nunca se emitió, ya que la MTV lo suprimió de su franja prevista el 20 de marzo.
El 13 de noviembre de 2007 apareció en DVD Wrestling Society X: The Complete First (and Last) Season. El set incluía los 10 programas de la primera temporada, los 10 capítulos de WSXtra, escenas eliminadas (además de algunas ya grabadas para la segunda temporada que no se realizó) y otras características especiales (aunque todas las actuaciones musicales del programa se suprimieron). Big Vision Entertainment afirma no tener intención de volver a grabar WSX, como indica el título del DVD, y muchas de sus estrellas están ahora en promociones como WWE, Total Nonstop Action Wrestling, Combat Zone Wrestling o Pro Wrestling Guerrilla.

## Episodios
| N.º | Fecha         | Canal      | Hora        | Rating     | Combate principal                                  | Actuación musical   |
| --- | ------------- | ---------- | ----------- | ---------- | -------------------------------------------------- | ------------------- |
| 1   | 30 de enero   | MTV        | 10:30 p. m. | 1.0        | WSX Rumble                                         | Black Label Society |
| 2   | 6 de febrero  | MTV        | 10:30 p. m. | 0.7        | 6-Pac vs Vampiro por el Campeonato de WSX          | Three 6 Mafia       |
| 3   | 13 de febrero | MTV        | 10:30 p. m. | 0.5        | Tables, Ladders and Cervezas                       | Sparta              |
| 4   | 27 de febrero | MTV        | 10:30 p. m. | 0.6        | El Hombre Blanco Enmascarado vs Human Tornado      | Clipse              |
| 5   | 13 de marzo   | MTV        | 11:00 p.m.  | 0.6        | Arik Cannon vs Delikado                            | Jibbs               |
| 6   | 13 de marzo   | MTV        | 11:30 p.m.  | 0.4        | D.I.F.H. vs That 70's Team                         | Good Charlotte      |
| 7   | 14 de marzo   | MTV        | 12:00 a. m. | 0.4        | Los Pochos Guapos vs The Filth and The Fury        | Quietdrive          |
| 8   | 14 de marzo   | MTV        | 12:30 a. m. | 0.4        | Ricky Banderas vs Vampiro por el Campeonato de WSX | Pitbull             |
| 9   | 14 de marzo   | MTV        | 1:00 a. m.  | 0.3        | Human Tornado vs Jack Evans                        | Styles P            |
| 10  | No emitido    | No emitido | No emitido  | No emitido | Exploding Cage Match                               | New Found Glory     |

## Campeonato de WSX
El Campeonato de WSX fue el único título que llegó a defenderse en la promoción. La WSX Rumble decidió los participantes del primer combate por el título, en el que Vampiro derrotó a 6-Pac para proclamarse como el primer campeón en las grabaciones del 11 de noviembre.  Cuatro días más tarde, Ricky Banderas ganó el título de Vampiro tras hacerle un Tombstone Piledriver sobre un ataúd envuelto en alambre de espino.
| Campeón        | Reinado n.º | Fecha                   | Días | Notas |
| -------------- | ----------- | ----------------------- | ---- | --- |
| Vampiro        | 1           | 11 de noviembre de 2006 | 4    | Derrotó a 6-Pac tras clasificarse los dos para el combate por la WSX Rumble. Emitido el 7 de febrero de 2007. |
| Ricky Banderas | 1           | 15 de noviembre de 2006 | 244  | Emitido el 14 de marzo de 2007.                                                                               |
| Desactivado    | -           | 17 de julio de 2007     | -    | Debido al cierre definitivo de la promoción.                                                                  |

NOTA: La WSX Rumble funcionaba igual que la Royal Rumble de la WWE hasta que habían entrado todos los participantes. Entonces se convertía en un Ladder Match.

## Elenco

### Luchadores
- 6-Pac
- Aaron Aguilera
- La Parka
- Abismo Negro
- Babi Slymm
- Chris Hamrick
- Delikado
- The Disco Machine
- El Hombre Blanco Enmascarado
- Horiguchi
- The Human Tornado
- Jack Evans
- Jimmy Jacobs
- Joey Ryan
- Josh Raymond
- Justin Credible
- Kaos
- Matt Classic
- Matt Cross
- Matt Sydal
- Mongol
- Nate Webb
- New Jack
- Puma
- Ricky Banderas
- Ruckus
- Scorpio Sky
- Teddy Hart
- Tyler Black
- Vampiro
- Vic Grimes
- Yoshino
- Youth Suicide

### Mánager
- Konnan
- Johnny Webb
- Lizzy Valentine
- Nic Grimes
- Sakoda

### Equipos
- México Team ( La Parka Y Abismo Negro)
- Arik Cannon & Vic Grimes, con Nic Grimes
- The Barrio(Delikado, Lil' Cholo & Mongol), con Konnan
- Doing It For Her (Jimmy Jacobs & Tyler Black)
- The Filth and The Fury (Teddy Hart & Matt Cross)
- Keepin' It Gangsta (Ruckus & Babi Slymm)
- Los Pochos Guapos (Aaron Aguilera & Kaos)
- Team Dragon Gate (Horiguchi & Yoshino) con Sakoda
- That 70's Team (Joey Ryan & The Disco Machine)
- The Trailer Park Boyz (Nate Webb & Josh Raymond) con Johnny Webb

### Personal de retransmisión
- Bret Ernst - comentarista
- Fabian Kaelin - presentador de ring, copresentador de WSXtra
- Kris Kloss - comentarista
- Lacey - entrevistadora, copresentadora de WSXtra